# Cúp quốc gia Scotland 1981–82
Cúp quốc gia Scotland 1981–82 là mùa giải thứ 97 của giải đấu bóng đá loại trực tiếp uy tín nhất Scotland. Chức vô địch thuộc về Aberdeen khi đánh bại Rangers trong trận Chung kết.

## Vòng Một
| Đội nhà                 | Tỉ số | Đội khách          |
| ----------------------- | ----- | ------------------ |
| Civil Service Strollers | 3 – 3 | Cowdenbeath        |
| Stenhousemuir           | 2 – 5 | Berwick Rangers    |
| Stirling Albion         | 1 – 2 | Clyde              |
| Fraserburgh             | 1 – 1 | Clachnacuddin      |
| Stranraer               | 1 – 1 | East Fife          |
| Arbroath                | 0 – 2 | Meadowbank Thistle |

### Đấu lại
| Đội nhà       | Tỉ số | Đội khách               |
| ------------- | ----- | ----------------------- |
| Clachnacuddin | 3 – 2 | Fraserburgh             |
| Cowdenbeath   | 6 – 1 | Civil Service Strollers |
| East Fife     | 4 – 1 | Stranraer               |

## Vòng Hai
| Đội nhà              | Tỉ số | Đội khách           |
| -------------------- | ----- | ------------------- |
| Albion Rovers        | 2 – 1 | Clachnacuddin       |
| Cowdenbeath          | 1 – 1 | Gala Fairydean      |
| Inverness Caledonian | 1 – 3 | Brechin City        |
| Alloa Athletic       | 4 – 1 | Hawick Royal Albert |
| Clyde                | 0 – 0 | Berwick Rangers     |
| Coldstream           | 0 – 2 | Meadowbank Thistle  |
| Montrose             | 0 – 0 | Elgin City          |
| East Fife            | 2 – 3 | Forfar Athletic     |

### Đấu lại
| Đội nhà         | Tỉ số | Đội khách   |
| --------------- | ----- | ----------- |
| Gala Fairydean  | 3 – 2 | Cowdenbeath |
| Berwick Rangers | 1 – 3 | Clyde       |
| Elgin City      | 0 – 0 | Montrose    |

#### Đấu lại lần 2
| Đội nhà  | Tỉ số | Đội khách  |
| -------- | ----- | ---------- |
| Montrose | 2 – 1 | Elgin City |

## Vòng Ba
| Đội nhà             | Tỉ số | Đội khách            |
| ------------------- | ----- | -------------------- |
| Gala Fairydean      | 1 – 2 | St Johnstone         |
| Kilmarnock          | 1 – 0 | Montrose             |
| Rangers             | 6 – 2 | Albion Rovers        |
| Alloa Athletic      | 2 – 1 | Ayr United           |
| Brechin City        | 2 – 4 | Dundee United        |
| Clyde               | 2 – 2 | Meadowbank Thistle   |
| East Stirlingshire  | 1 – 4 | Hearts               |
| Partick Thistle     | 1 – 2 | Dumbarton            |
| Airdrieonians       | 1 – 2 | Queen’s Park         |
| Celtic              | 4 – 0 | Queen of the South   |
| Clydebank           | 2 – 1 | Dunfermline Athletic |
| Dundee              | 1 – 0 | Raith Rovers         |
| Hamilton Academical | 0 – 0 | Forfar Athletic      |
| Hibernian           | 2 – 0 | Falkirk              |
| Motherwell          | 0 – 1 | Aberdeen             |
| St Mirren           | 2 – 1 | Greenock Morton      |

### Đấu lại
| Đội nhà            | Tỉ số | Đội khách           |
| ------------------ | ----- | ------------------- |
| Meadowbank Thistle | 4 – 2 | Clyde               |
| Forfar Athletic    | 3 – 2 | Hamilton Academical |

## Vòng Bốn
| Đội nhà       | Tỉ số | Đội khách          |
| ------------- | ----- | ------------------ |
| Dundee        | 3 – 0 | Meadowbank Thistle |
| Aberdeen      | 1 – 0 | Celtic             |
| Clydebank     | 0 – 2 | St Mirren          |
| Dundee United | 1 – 1 | Hibernian          |
| Hearts        | 0 – 1 | Forfar Athletic    |
| Kilmarnock    | 3 – 1 | St Johnstone       |
| Queen’s Park  | 2 – 0 | Alloa Athletic     |
| Rangers       | 4 – 0 | Dumbarton          |

### Đấu lại
| Đội nhà   | Tỉ số | Đội khách     |
| --------- | ----- | ------------- |
| Hibernian | 1 – 1 | Dundee United |

#### Đấu lại lần 2
| Đội nhà       | Tỉ số | Đội khách |
| ------------- | ----- | --------- |
| Dundee United | 3 – 0 | Hibernian |

## Tứ kết
| Đội nhà      | Tỉ số | Đội khách       |
| ------------ | ----- | --------------- |
| Aberdeen     | 4 – 2 | Kilmarnock      |
| Queen’s Park | 1 – 2 | Forfar Athletic |
| Rangers      | 2 – 0 | Dundee          |
| St Mirren    | 1 – 0 | Dundee United   |

## Bán kết
| Aberdeen                    | 1 – 1 | St Mirren           |
| --------------------------- | ----- | ------------------- |
| Gordon Strachan 66' (ph.đ.) |       | Frank McDougall 61' |

| Rangers | 0 – 0 | Forfar Athletic |
| ------- | ----- | --------------- |
|         |       |                 |

### Đấu lại
| Aberdeen                                           | 3 – 2 | St Mirren                             |
| -------------------------------------------------- | ----- | ------------------------------------- |
| Mark McGhee 6' · Neil Simpson 35' · Peter Weir 74' |       | Frank McAvennie 17' · Doug Somner 56' |

| Rangers | 3 – 1 | Forfar Athletic |
| ------- | ----- | --------------- |
|         |       |                 |

## Chung kết
| Aberdeen                                                                      | 4 – 1 (a.e.t.) | Rangers            |
| ----------------------------------------------------------------------------- | -------------- | ------------------ |
| Alex McLeish 32' · Mark McGhee 93' · Gordon Strachan 103' · Neale Cooper 110' |                | John MacDonald 15' |

Bản mẫu:Bóng đá Scotland 1981–82
Bản mẫu:Bóng đá châu Âu (UEFA) 1981–82